# Bijela
Bijela je město a přímořské letovisko v Černé Hoře. Je součástí opčiny města Herceg Novi, od něhož se nachází asi 12 km jihovýchodně. V roce 2003 zde žilo celkem 3 748 obyvatel.
Sousedními vesnicemi jsou Baošići a Jošice.